# Novije Buraszi-i járás

A Novije Buraszi-i járás a Szaratovi területen

A novije Buraszi-i járás (oroszul: Новобурасский муниципальный район) Oroszország egyik járása a Szaratovi területen. Székhelye Novije Buraszi.

## Népesség
- 1989-ben 16 703 lakosa volt.
- 2002-ben 18 188 lakosa volt.
- 2010-ben 16 359 lakosa volt, melyből 13 112 orosz, 618 tatár, 511 azeri, 245 mordvin, 225 ukrán, 215 örmény, 205 csuvas, 174 lezg, 163 kazah, 67 német stb.